# Riccardo Marasco
Riccardo Marasco (Firenze, 29 ottobre 1938 – Bagno a Ripoli, 18 dicembre 2015) è stato un cantautore italiano, menestrello vernacolare fiorentino.

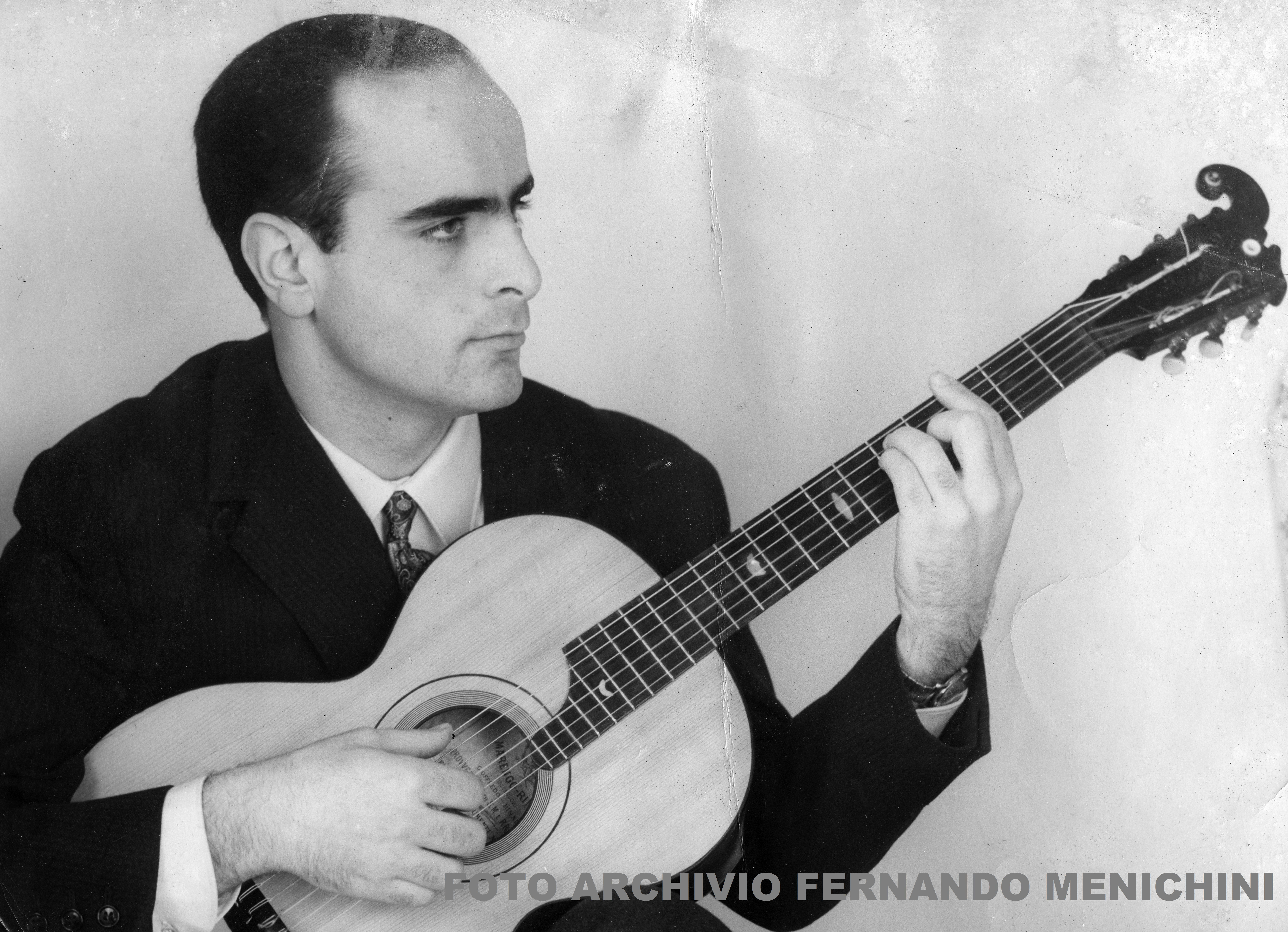
Riccardo Marasco fine anni '60

Conoscitore e reinventore della tradizione popolare non solo toscana, è noto soprattutto per le canzoni sboccate e ironiche (L'alluvione; La lallera; La Teresina; La Wanda; Vassallo, cavallo, gallo); tuttavia nel suo repertorio si trovano anche canzoni popolari e canti religiosi.
Anche nei contesti più vicini al cabaret, Marasco rivela un amore per la storia della propria terra, come nel caso de L'ammucchiata, una lunga descrizione di un'orgia a cui partecipano i più grandi nomi del potere fiorentino e della cultura rinascimentale.
È nipote del pittore Antonio Marasco.

## Biografia
Riccardo Marasco nasce il 29 ottobre 1938 nel cuore di Firenze. A otto anni frequenta le prime lezioni di pianoforte con Bruna Venturini, a cui seguono quelle di chitarra con Giulio Giannini e Otello Mori e i seminari di musica antica di Andrea von Ramm. Gli anni sessanta segnano l'inizio della sua carriera artistica, divisa fin dal principio tra musica e teatro.
Durante più di quarant'anni Riccardo Marasco ha dato vita ad una forma di teatro musicale che ha toccato gli elementi più disparati della musica italiana, dagli antichi canti popolari toscani del Quattrocento a quelli patriottici del periodo risorgimentale, passando per le laudi religiose dedicate a Maria Vergine. Marasco è pure appassionato conoscitore e interprete dell'opera di Odoardo Spadaro, di cui è considerato l'erede naturale. Tutto questo è valso a Marasco dei riconoscimenti a livello nazionale, ma anche una serie di collaborazioni di prestigio, tra cui troviamo i nomi di Oreste Lionello, Domenico Modugno, Franco Graziosi. È deceduto all'età di 77 anni a causa di una leucemia.
È sepolto nel Cimitero delle Porte Sante in Firenze. 

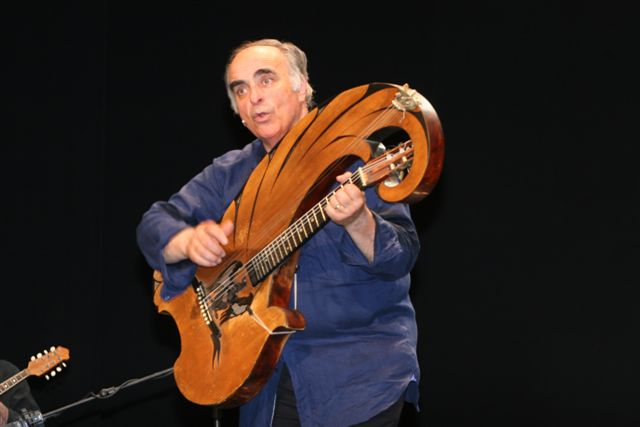
Marasco a Campi Bisenzio, maggio 2008

### Musica
L'album d'esordio, dal titolo Firenze sboccata è datato 1969 e nasce dalle registrazioni dall'omonimo spettacolo presentato al Teatro degli Artigianelli di Firenze lo stesso anno. Nel 1972 esce il suo secondo LP Recital di canzoni (più noto in seguito come Il Porcellino) che lo proietta come il nuovo chansonnier fiorentino tra musica e cabaret. L'anno 1974 è quello del suo terzo album dal titolo Canti popolari toscani seguito dal quarto album del 1975 Un po' di Toscana vera.
L'anno successivo incide il quinto album intitolato L'ammucchiata, che segna il ritorno di un Marasco irriverente con una satira fanta-storica sui costumi della Firenze rinascimentale. Nel 1977 pubblica il suo primo libro, accompagnato da una musicassetta, Chi cerca trova. Vita e canti di Toscana. Ispirato dal Campionato mondiale di calcio di quell'anno, nel 1982 esce Alé Viola, descrizione ironica del mondo del calcio e della tifoseria viola. Nel 1985 pubblica Vecchia Toscana, raccolta di antichi canti popolari ancora inediti. Il 1989 è l'anno della celebre Firenze bottegaia che viene inserita nel suo ottavo LP Ma Firenze… la cognoschi?. Nel 1990 viene pubblicato 70 mi da tanto fo 90, riedizione su CD dei suoi sei maggiori successi discografici. Nel 1997 torna al lavoro per … Pace non più guerra!, raccolta di canti natalizi della tradizione popolare italiana dal 1200 al 1700 interpretati insieme al gruppo Musici di Acanto. Nel 2005 presenta al Teatro Puccini di Firenze il suo lavoro Bacione a Firenze. Riccardo Marasco canta Spadaro, mentre nel 2011 inciderà il suo ultimo disco intitolato La mia Toscana.

### Teatro
Marasco porta in scena, prima nei teatri fiorentini e poi in quelli romani e milanesi, la sua poliedrica essenza di cantastorie, cabarettista, musicista, comprimendola in un unico momento artistico. 
Gli innumerevoli spettacoli teatrali del cantautore toscano possono essere considerati a partire dalle loro tematiche: il Marasco-ricercatore mette in scena una serie di recital che hanno l'obiettivo di riportare in vita il repertorio musicale italiano, dal Medioevo a oggi; tra questi spettacoli vanno citati Musica proibita, storia della serenata nei secoli, in scena al Teatro del Rondò di Bacco di Firenze sul finire degli anni sessanta; il teatro Romano La Scaletta fa da sfondo a Arie di corte e di cortile, spettacolo di canti medioevali e rinascimentali del 1986; al Piccolo Teatro di Milano invece, Marasco presenta a fianco di Franco Graziosi un recital di liriche rinascimentali e barocche dal titolo Amor che a nullo amato amar perdona nel 1991; un altro spettacolo degno di nota è poi quello che apre la stagione teatrale 96-97 al Teatro di Rifredi di Firenze dal titolo Dal cupolone ho visto il Vesuvio, raffronto tra due culture musicali molto diverse come quella fiorentina e quella partenopea e ultimo, in ordine temporale, il recital Libertà va cercando… che riporta alla luce i canti patriottici del periodo risorgimentale.
Un altro filone del teatro di Marasco è quello che racchiude tutti gli omaggi all'opera di Odoardo Spadaro: in due spettacoli del 1995, il primo al Teatro Eliseo di Roma, il secondo al Teatro Verdi di Firenze arricchito da un'orchestra sinfonica di trenta elementi e da una scenografia di rara bellezza. 
Marasco ha anche l'animo del cabarettista impertinente e sfrontato. Da queste premesse nascono recital come Firenze sboccata del 1969, Mali detti toscani nel 1979, Canti erotici e carnascialeschi nel 1986. Il legame con la sua città è profondo e spesso la cornice delle piazze più suggestive di Firenze diventa quasi necessaria per la piena riuscita delle sue esibizioni, una serie di spettacoli dal titolo L'Arno canta, durante i quali Marasco si esibisce su un antico barcone da renaioli, insieme al suo fedele collaboratore Silvio Trotta, mentre il pubblico segue lo spettacolo dalle rive e dai ponti. Marasco compie anche un tour attraverso le province toscane intitolato Un giullare in piazza che si conclude in Piazza della Signoria dove Marasco canta dalla Loggia dei Lanzi.

### Altro
Agli inizi degli anni settanta una lunga tournée in Australia lo vede partecipare a diverse rubriche televisive e radiofoniche, in una delle quali si trova a fianco del popolare comico statunitense Jerry Lewis. Nel 1988 si ritrova alla corte del regista Jonathan Ripley per inserire alcune delle sue interpretazioni di antichi canti toscani nel film Spirit.
Nel 1992 partecipa al film Caino e Caino di Alessandro Benvenuti. Due anni dopo è tra i rappresentanti dell'Italia negli Stati Uniti durante l'Italian National Day di Filadelfia, proseguendo verso Pittsburgh e San Diego con una serie di concerti. La successiva visita di Marasco in territorio americano è datata 1998 quando vola a San Francisco per l'Adif (Amici d'Italia Foundation) in occasione del galà annuale dell'associazione a sostegno della diffusione della cultura italiana. Una delle tournée più importanti della sua carriera è sicuramente quella in Giappone, paese in cui Marasco torna due volte. La prima nel 1995 quando si esibisce durante il Festival Internazionale Hello Gifu – Hello World '95 come rappresentante artistico della vocalità italiana rinascimentale in una rassegna al Nagaragawa Convention Center di Gifu; la seconda visita è del 2004 in occasione del 25º anniversario del Patto di Amicizia che lega Firenze e Gifu, in cui Marasco si esibisce in veste di ambasciatore culturale della Città di Firenze.
Riccardo Marasco ha accompagnato la fase conclusiva del rito di nozze di Courtney Ross, proprietaria della Warner Bros., tenutosi a Firenze nel maggio 2000, esibendosi accanto a Patti Austin, Andrea Bocelli e con la partecipazione straordinaria di Steven Spielberg nella veste di testimone di nozze. Vanno citate anche una serie di partecipazioni alla Bussola di Sergio Bernardini a Le Focette, Marina di Pietrasanta, alternandosi in calendario con artisti come Ginger Rogers, Charles Aznavour, Ornella Vanoni, Gabriella Ferri, Domenico Modugno, Pino Caruso, Tina Turner.

## Premi e riconoscimenti
Nel 1974 riceve il Perseo d'oro per lo spettacolo con cui viene definito "il nuovo Odoardo Spadaro", cui segue nel 1994 il Fiorino d'oro "… per aver dato con il suo impegno e la sua voce nuova vita e diffusione alla cultura e allo spirito del popolo fiorentino".
Nel 2003 riceve il Premio Valentino Giannotti consegnato a Marasco dal Lions Club Firenze con la seguente motivazione: "… per aver fatto conoscere e riscoprire, in modo eccelso, a Firenze, in Italia e nel mondo, la lunga vicenda delle parole cantate, espressione viva dell'identità di un popolo, ricco per antica civiltà. In quaranta anni di indefesso impegno di ricerca, di selezione, di poesia, di canto, ha rappresentato la voce antica e nuova di Firenze e della Toscana coinvolgendo i suoi concittadini nella passione per quanto, dal tredicesimo secolo ad oggi, nelle osterie e nelle campagne, nelle logge e nei giardini di delizia, l'animo umano ha espresso con un'arte popolare, unica per bellezza e veracità."
Il 18 dicembre 2017 viene intitolata all'artista la terrazza sull'Arno antistante piazza Poggi a Firenze. A scoprire la targa, il sindaco Dario Nardella, insieme all'assessore alla toponomastica Andrea Vannucci e ai familiari di Marasco, tra i quali la vedova Virginia.

## Discografia
- 1969 - Firenze sboccata. E' un recital di Riccardo Marasco registrato dal vivo in Oltrarno (promozionale non destinato alla vendita - Tank Records)
- 1971 - Sulle rive dell'Arno (riedizione di "Firenze sboccata" per la vendita - Amico Records)
- 1972 - Recital di canzoni. Le più ridiculose e dilettevoli che vanno oggi per Fiorenza (dal vivo - Playphone)
- 1974 - Canti popolari toscani (Playphone)
- 1975 - Un po' di Toscana vera (Playphone)
- 1976 - L'ammucchiata (Ed. Birba)
- 1977 - Chi cerca trova. Vita e canti di Toscana (libro + audiocassetta - Ed. Birba)
- 1979 - Bacchino (reincisione in studio di "Firenze sboccata" con un brano diverso - Ed. Birba)
- 1980 - Il porcellino (reincisione in studio di "Recital di canzoni" - Ed. Birba - Stampato in CD dal 1990)
- 1981 - Canti popolari toscani (reincisione dell'album omonimo del 1974 - Ed. Birba)
- 1982 - Alé Viola (Ed. Birba)
- 1985 - Vecchia Toscana (Ed. Birba)
- 1989 - Ma Firenze... la cognoschi? (Ed. Birba)
- 1990 - 70 mi da tanto fo 90 (riedizione di 6 precedenti album stampati su CD - Ed. Birba)
- 1997 - Pace non più guerra. Canti della tradizione popolare italiana (con i Musici di Acanto - Ed. Birba)
- 2005 - Bacione a Firenze. Riccardo Marasco canta Spadaro (Ed. Birba)
- 2012 - La mia Toscana (Ed. Birba)

## 45 giri
- 1971 - L'alluvione
- 1975 - La macchina usata / Il giornalaio (brani ispirati a Il Signor Bonaventura di Sergio Tofano)
- 1977 - Il decennale dell’Alluvione / La nuova Teresina

## Partecipazioni
- 2001 - Narciso Parigi, Aleandro Baldi, Paolo Vallesi, Riccardo Marasco - "Viva Fiorenza - Inno del Calcio Storico Fiorentino" (brano inciso per il Comune di Firenze)
- 2008 - Ernesto De Pascale & Ashley Hutchings - "My land is your land" - voce e chitarra nel brano "Epilogue (all's well that ends well)"
- 2014 - Setamoneta - "La Luna" - voce nell'introduzione del brano "Stornelli" (Radici Music)

## Video
- 2000 - La tradizione toscana (live) (VHS)

## Libri
- Le canzonacce fiorentine - testi e musiche (ediz. Birba)
- Chi cerca trova. Vita e canti di Toscana (1977 - ediz. Birba)
- Mali-detti toscani. Album di canzoni canzonette canzonacce (1979 - ediz. Birba / Teatro del Cocomero) opuscolo dell’omonimo spettacolo teatrale